# Mino Loy
Mino Loy (eigentlich Guglielmo Loy Donà; * 10. Dezember 1933 in Sassari) ist ein italienischer Filmproduzent und -regisseur. Seine Pseudonyme sind J. Lee Donan und Martin Donan.

## Leben
Loy trat erstmals 1954 in der Welt des Films in Erscheinung; zunächst wirkte er als Dokumentarfilmer, ein Genre, auf das er bis Mitte der 1960er Jahre immer wieder zurückkam. Bereits zwei Jahre später drehte er als Regisseur zwei heute vergessene Komödien und fand ab 1959 seine Erfolgsformel mit zahlreichen Sexy-Filmen, die er in Nachfolge von Alessandro Blasettis Europa di notte schrieb, drehte und teilweise auch produzierte. Nachdem diese Welle vorüber war, verlegte er sich auf gut ausgestattete und handwerklich solide Abenteuerfilme verschiedener Genres, von denen er zwei mit Ko-Produzent Luciano Martino auch inszenierte, wofür beide das Pseudonym Martin Donan wählten – wobei beider bürgerlicher Familienname die Inspiration lieferte – und bei anderen die Regie allein übernahm (folgerichtig mit dem Pseudonym J. Lee Donan). Bis 1984 produzierte Loy weitere Genrefilme, dann zog er sich vom aktiven Geschehen zurück.

## Filmografie (Auswahl)
Regie
- 1962: Käufliche Nächte (La donna di notte)
- 1963: Lockende Nächte – Black and White (Supersexy '64)
- 1963: Mondo sexy (90 notti in giro per il mondo)
- 1964: Nackt, um zu leben (Venere proibite)
- 1965: Bob Fleming hetzt Professor G. (Le spie uccidono a Beirut, Ko-Regie)
- 1966: Der Unsichtbare schlägt zu (Flashman)
- 1969: Heiß über Afrikas Erde (La battaglia del deserto)
- 1971: Mondo perverso – Diese wundervolle und kaputte Welt (Questo sporco mondo meraviglioso, Ko-Regie)

Produktion
- 1967: 10.000 blutige Dollar (10.000 dollari per un massacro)
- 1967: Django – der Bastard (Per 100.000 dollari t'ammazzo)
- 1969: Königstiger vor El Alamein (La battaglia di El Alamein)
- 1971: Ein Halleluja für Camposanto (Gli fumavano le colt… lo chiamavano Camposanto!)
- 1978: Die große Offensive (Il grande attacco)
- 1980: Lebendig gefressen (Mangiati vivi)
- 1981: Die Rache der Kannibalen (Cannibal ferox)
- 1984: Monster Shark (Shark: Rosso nell’oceano)